# Mark Arm
Mark Arm, né le 21 février 1962, est un guitariste et le chanteur du groupe Mudhoney. 